# Hugues de la Roche
Pour les articles homonymes, voir La Roche.
Hugues de la Roche (v.1335-1398), surnommé le chevalier sans pareil, Maréchal de la Cour pontificale et Recteur du Comtat Venaissin. Ses armes se blasonnaient : de gueules à trois fasces ondées d'argent

## Biographie
Hugues était le fils de Géraud, seigneur de la Roche, aujourd’hui la Roche-Canillac.

### Le Recteur du Comtat Venaissin
Peu après l’accession de Clément VI au pontificat, il quitta le Limousin pour rejoindre Avignon. Tout de suite introduit dans l’entourage du pape, il se fit remarquer à tel point qu’en 1343, il épousa Delphine Roger de Beaufort, une des nièces du Souverain Pontife, et que celui-ci le nomma Recteur du Comtat le 10 septembre 1344.
Le couple eut une fille, elle aussi dénommée Delphine, qui épousa Elzéar, vicomte d’Uzès (1361-1390), que ses pairs considéraient comme la fleur de la chevalerie française. Mais l’épouse du Recteur succomba à la Peste Noire, en 1348.
Un an plus tard, le Recteur se remaria avec Isabeau de Maumont. Elle lui apportait en dot le château de Tournoël, en Auvergne, et Châteauneuf-sur-Sioule.

### Le Maréchal de la Cour pontificale
Nommé Maréchal de la Cour pontificale, il fut souvent le procureur du vicomte et de la vicomtesse de Turenne. Ce fut le cas pour Aliénor de Comminges, le 16 mars 1350, quand il accompagna Bertrand de Cosnac, évêque de Lombez, à Perpignan, pour régler les ultimes détails de son mariage.
De même que le 26 janvier 1352, lorsque Guillaume III Roger de Beaufort lui dressa une procuration ainsi qu’à son cousin Aymar d'Aigrefeuille pour aller prendre possession de la ville et de la baronnie de Pertuis et autres places à lui données avec pouvoir de confirmer les privilèges accordés aux habitants, établir des officiers et recevoir les hommages et serments de fidélité.

### L’envoyé spécial du pape auprès des Visconti
Démis de sa charge de Recteur du Comtat, en 1353, par Innocent VI, Hugues et son épouse allèrent s’installer en Auvergne puisqu’on le retrouve, au cours de l’année 1367, faisant reconstruire le donjon et l’enceinte de Tournoël.
Il reprit sa place à Avignon sous le pontificat de Grégoire XI. Le 12 octobre 1372, le pontife, qui l’avait nommé Maître de son Hôtel, l’envoya en Lombardie, avec le titre de conseiller, rejoindre Raymond de Turenne et Nicolas Roger de Beaufort qui guerroyaient contre les Visconti.
Au cours du mois de février 1373, comme le pape exigeait la comparution des Visconti à Avignon, Jean-Galéas, comte de Vertus, voulut plaider la cause de son père Galéas auprès du pape. Il partit vers Avignon escorté de Raymond de Turenne, de Hugues de la Roche et d’Amanieu de Pomiers, capitaine du cardinal-légat Pierre d’Estaing.
Lors de leur retour en Lombardie, le 21 mars, Hugues et Amanieu informèrent officiellement Bernabò Visconti que, ni lui ni son frère n’avaient à espérer une quelconque mansuétude pontificale.

### La seconde campagne d’Italie
Hugues de la Roche fit partie du convoi militaire qui escorta Grégoire XI lors de son retour à Rome. Ce fut lui qui, en juillet 1377, escorta le pape vers sa résidence d’Anagni en compagnie de son neveu Raymond de Turenne et Guy de Pruynes, Sénéchal de Beaucaire.
Un an plus tard, en mai 1378, avec son fils Gérald, il défendit le château Saint-Ange que lui avait confié Raymond de Turenne. Ils allaient tenir cette forteresse pendant quatorze mois.

### La chevauchée de Bourbourg
Le Grand Schisme d’Occident ayant relancé sur le plan religieux la Guerre de Cent Ans dans la Flandre, le roi Charles VI fit appel à tous ses barons pour combattre Flamands et Anglais partisans d'Urbain VI.
Au début septembre 1383, Hugues de la Roche fit partie du clan des Roger de Beaufort qui reprit Bourbourg. Il était accompagné de Raymond de Turenne, Guillaume III Roger de Beaufort, Marquis de Canillac, Guérin d’Apcher et Louis II de Poitiers-Valentinois. Il fut démobilisé le 22 septembre, jour du cassement général. Ce fut sa dernière campagne. Il se retira en Limousin où il décéda dans le courant de l’année 1398.